# Киреунский
Киреунский — потухший вулкан на полуострове Камчатка, Россия.
Вулкан лежит в верховье реки 
Киревны полуострова Камчатка. Форма вулкана конусовидная. В географическом плане вулканическое сооружение имеет вытянутую в юго-восточном направлении форму с осями 8,5 × 4,5 км, занимает площадь 34 км², объём изверженного материала 12 км³. Абсолютная высота около 1917 м, относительная — западных склонов составляет около 100 м, восточных — 1100 м.
Вулкан сложен лавовыми потоками и пирокластическим материалом. Состав лав представлен андезито-базальтами. Деятельность вулкана относится к верхнечетвертичному периоду.